# Michael R. McVaugh
Michael Rogers McVaugh (* 9. Dezember 1938 in Washington, D.C.) ist ein US-amerikanischer Wissenschaftshistoriker. Er befasst sich vor allem mit Medizingeschichte des Mittelalters und der frühen Neuzeit.
Michael McVaugh studierte an der Harvard University mit dem Bachelor-Abschluss 1960 und wurde 1965 an der Princeton University promoviert. Er ist seit 1964 Professor an der University of North Carolina in Chapel Hill. Er war dort William Smith Welles Professor bis zu seiner Emeritierung 2007.
Er befasste sich mit der Entwicklung der medizinischen Wissenschaften an Universitäten des Mittelalters (wobei er besonders die Universität Montpellier studierte) und der Entwicklung der Medizin und des Ärztestandes im Mittelalter (speziell 13. und 14. Jahrhundert), mittelalterlicher Chirurgie und Austausch medizinischen Wissens vom Arabischen und Hebräischen ins Lateinische und umgekehrt. Ein Schwerpunkt ist dabei die iberische Halbinsel.
McVaugh war Gastwissenschaftler am Magdalen College der University of Oxford, am Clare College der University of Cambridge und an der École pratique des hautes études in Paris. Außerdem forschte er viel in Spanien. 2010 erhielt er die George-Sarton-Medaille.
Er ist seit 1975 einer der Herausgeber der Werke (Opera Medica Omnia) des Mediziners Arnau de Vilanova († 1311) durch die Universität von Barcelona und gab das chirurgische Handbuch Inventarium sive Chirurgia magna des Guy de Chauliac heraus (Brill 1997). Außerdem ist er Herausgeber der medizinischen Schriften von Moses Maimonides (Versionen in Arabisch, Lateinisch, Hebräisch).

## Schriften
- Theriac at Montpellier 1285–1325 (with an edition of the ‘Questiones de tyriaca’ of William of Brescia). In: Sudhoffs Archiv. Band 56, Nr. 2, 1972, S. 113–144, JSTOR:20775973.
- The Development of Medieval Pharmaceutical Theory. In: Michael R. McVaugh (Hrsg.): Aphorismi de gradibus (= Arnaldi de Villanova Opera medica omnia. 2). Universidad de Barcelona, Granada u. a. 1975, ISBN 84-600-6712-2, S. 1–143.
- mit Seymour H. Mauskopf: The Elusive Science. Origins of experimental psychical research. The Johns Hopkins University Press, Baltimore MD 1980, ISBN 0-8018-2331-5.
- mit Luis García-Ballester, Agustín Rubio-Vela: Medical licensing and learning in fourteenth-century Valencia (= Transactions of the American Philosophical Society. Band 79, Nr. 6). American Philosophical Society, Philadelphia PA 1989, ISBN 0-87169-796-3.
- Medicine before the Plague. Practitioners and their Patients in the Crown of Aragon. 1285–1335. Cambridge University Press, Cambridge 1993, ISBN 0-521-41235-8 (erhielt die Welch Medal).
- Surgical Education in the Middle Ages. In: Dynamis. Band 20, 2000, S. 283–304, (Digitalisat).
- The Rational Surgery of the Middle Ages (= Micrologus’ Library. 15). SISMEL – Edizioni del Galluzzo, Tavarnuzze (Florenz) 2006, ISBN 88-8450-199-7.